# Desmometopa glabrifrons
Desmometopa glabrifrons är en tvåvingeart som först beskrevs av Curtis W. Sabrosky 1965.  Desmometopa glabrifrons ingår i släktet Desmometopa och familjen sprickflugor. Inga underarter finns listade i Catalogue of Life.